# LCABEATZ
LCABEATZ — украинский продюсеркий дуэт в стиле хип-хоп, поп и трэп, создан в 2012 году в Киеве. Ранее известен как LCA. Участники группы Антон Сыч и Виталий Зинченко.

## История группы

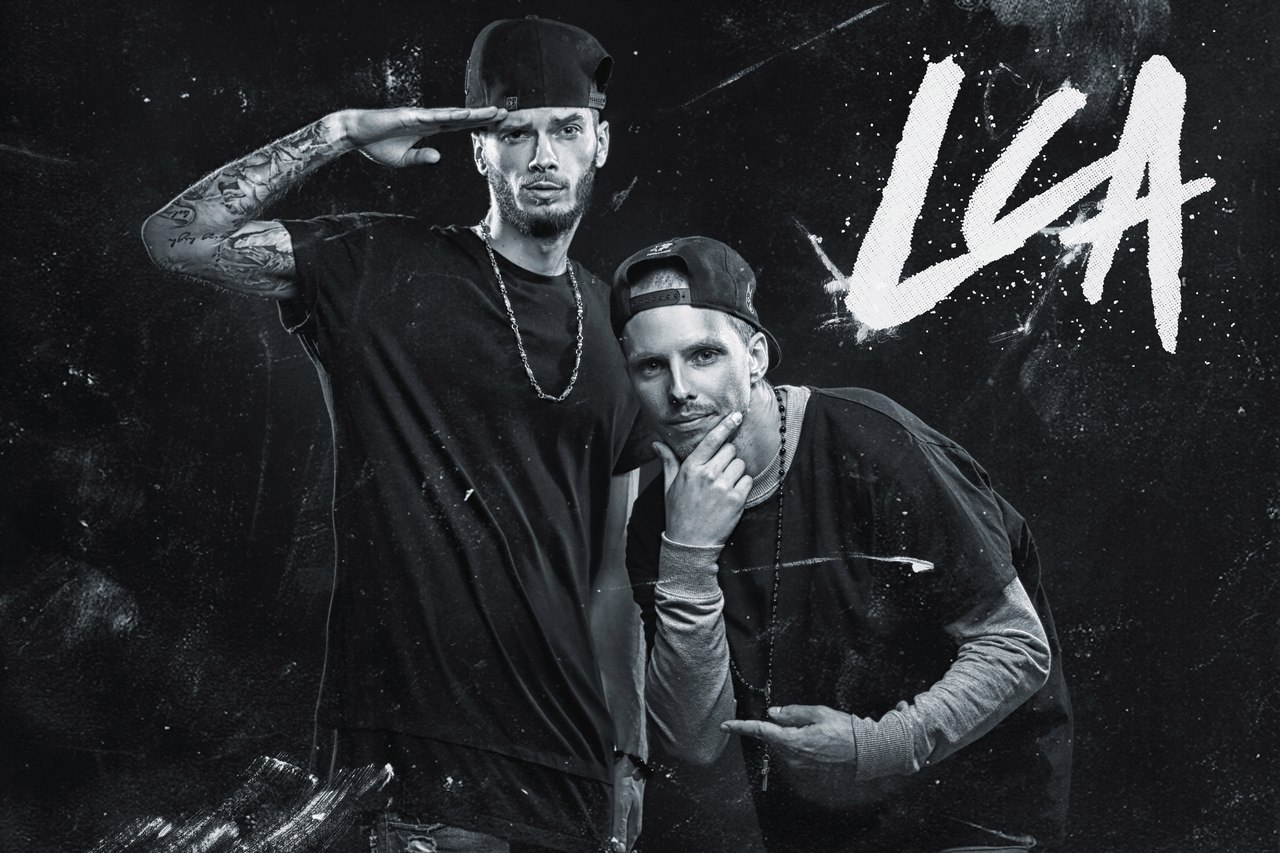
LCA: Anthony & Vitalyano

LCA работали с звукозаписывающими компаниями «Camey Records», Польша и «SMG records», США. Также записали официальный саундтрек к фильму #SelfieParty.
В 2014 года группа пыталась представить Польшу на Евровидении-2014. В том же году прошли в финал «Team Up with Timbaland» лучших бит мейкеров США, но конкурс был только для граждан США и LCA были сняты с участия.
В 2015 году состоялся релиз микстейпа «Partyfication».
11 июля 2016 года состоялся релиз альбома Glory Road, в который вошли два изданных сингла «Curtain Falls» и «Young & Wild». Сингл «Curtain Falls» 2 месяца лидировал в польском хит-параде[каком?], 3 месяца находился в топе чарта Hit Planeta Muzyczne Radio. Музыкальный Клип «Young & Wild» занял 10 место, попав в топ-15 лучших рэп-клипов 2016 года по версии rap.ua.
Летом 2016 года LCA стали гостями 4-го фестиваля «Красок Холи».
В конце 2018 года LCA остановили свою артистическую деятельность и сформировали продакшн компанию LCABEATZ.
Их основной деятельностью является создание треков для независимых артистов. LCABEATZ сотрудничали с Святослав Лукинич, Michaella, Telvin Lewis.
В 2019 году, Антон Сыч и Виталий Зинченко активно сотрудничают с продакшн компаниями и пишут музыкальные композиции для Тв, Кино и Спорта.
Их музыка звучит на Netflix, ESPN, FOX.
В начале 2021 года LCABEATZ подписали паблишинг административный контракт с Sony Music Publishing и Beatstars Publishing.

## Дискография

### Альбомы
- 2013 — Big Money Big Problems[17]
- 2016 — Glory Road[18][19]
- 2020 — Shisha Beats
- 2020 — Blood Moon

### Синглы
- 2014 — «Rainbow» (совместно с Melo D Bright)
- 2014 — «Funk the love» (совместно с Melo D Bright)[20]
- 2016 — «Curtain Falls» (совместно с Dayana)
- 2016 — «Young & Wild (OST #SelfieParty)»[21]
- 2021 — «One Last Dance» (совместно с Michaella, Astrokeyz)
- 2021 — «Gamer»
- 2021 — «Shake Ya Thang»

## Видеография
- 2013 — «Big money Big problems»
- 2013 — «Diamonds are looking for you»
- 2014 — «Rainbow»
- 2015 — «Selfie» (совместно с Melo D Bright)[22]
- 2016 — «Curtain Falls»[23]
- 2016 — «Young & Wild (OST #SelfieParty)»